# Osechi
Le terme osechi ryōri (御節料理) désigne les plats traditionnels du Nouvel An japonais, servis dans des boites.

## Histoire
Cette tradition date de l'ère Heian (794-1185), une période de l'histoire japonaise culturellement très riche. Le Nouvel An était un des cinq festivals saisonniers (節句, sekku) à la  cour impériale de Kyoto. Le terme osechi réfère à l'origine à o-sechi, une saison ou période importante. Cette tradition de célébrer des jours particuliers est originaire de Chine.
Durant les trois premiers jours de la nouvelle année, il était interdit d'utiliser l'âtre et de cuisiner, à l'exception du zōni, le premier bouillon de l'année. Les osechi étaient donc préparés à l'approche du Nouvel An. De nos jours, dans beaucoup de familles, l'osechi est cuisiné comme un plat traditionnel et son aspect religieux a disparu.

## Description
À son origine, l'osechi était constitué de nimono, des légumes bouillis dans de la sauce soja, du sucre ou du mirin. Au fil du temps, les types de plats ont évolué et le nombre de plats composant les osechi a grandi. Aujourd'hui, osechi désigne n'importe quel plat préparé spécifiquement pour le Nouvel An, et des plats de l'Occident (西洋お節, seiyō-osechi), comme chinois (中華風お節, chūkafū osechi), ont été adoptés.
Les osechi sont facilement reconnaissables à leur boîtes spécifiques appelées jūbako, différentes des boîtes à bentō. Ces boites sont de forme carrée, peintes en noir à l'extérieur et vermillon à l'intérieur. Elles sont empilées  de haut en bas, entre trois et cinq :
- ichi-no-jū, composée de mets pour accompagner le saké,
- ni-no-jū, avec des plats grillés (yakimono) et marinés (sunomono),
- san-no-jū, contenant des plats cuisinés avec des aliments venant de la mer et de la montagne,
- yo-no-jū, composée de plats mijotés,
- go-no-jū, laissée vide, afin que le bonheur puisse y venir.

Traditionnellement préparés à la maison, les osechi sont aussi vendus dans des department stores, boutiques spécialisées — généralement des boutiques de fabricants d'osechi — ou des konbini.
Dans les maisonnées où les osechi sont toujours préparés, toshi-koshi soba (年越し蕎麦) est mangé lors du réveillon. Le nom de ces nouilles signifie littéralement « soba du passage à l'année suivante ». Même si une certaine symbolique y est associée (c'est-à-dire longévité, santé  et énergie pour l'année), la tradition est plus souvent pragmatique : la maîtresse de maison ayant beaucoup travaillé pour préparer les osechi préférera préparer quelque chose de simple. Laisser une toshi-koshi soba est considéré comme un porte-malheur.

## Exemples d'osechi
Les mets qui  composent les osechi ont chacun une signification en rapport avec le Nouvel An par exemple :
- bigarade (橙, daidai?), orange amère japonaise : daidai signifie  « de génération en génération » quand il est écrit avec des kanji différents, comme 代々. Comme kazunoko décrit ci-dessous, il symbolise un désir d'avoir un enfant durant la nouvelle année ;
- datemaki (伊達巻／伊達巻き?)[1] : omelette sucrée mélangée avec de la pâte de poisson et des crevettes en purée. Cela symbolise le souhait de connaître de nombreux jours fastes (晴れの日, hare-no-hi?) ;
- ebi (エビ?)[1] : des brochettes de crevettes cuites dans du saké et de la sauce soja ;
- kamaboko (蒲鉾?) : un gâteau de poisson grillé. Traditionnellement, des tranches de kamaboko blanches et rouges sont disposées en rang et en alternance et forment un motif, la couleur rappelant le drapeau national[1] ;
- kazunoko (数の子?), œufs de hareng : kazu signifie « nombre » et ko signifie « enfant ». Il symbolise le désir d'avoir de nombreux enfants pendant la nouvelle année ;
- kohaku-namasu (紅白なます?), littéralement « légume rouge et blanc » (kuai) : fait de daikon et de carottes coupés en fines tranches et conservés dans du vinaigre au yuzu[1] ;
- konbu (昆布?) : une algue, associée au mot yorokobu, signifiant « joie » ;
- kuri kinton : châtaignes confites servies avec une pâte de patate douce[1] ;
- kuro-mame (黒豆?), soja noir[1] : mame signifie aussi « santé », et symbolise le vœu de bonne santé ;
- nishime : plat mijoté avec de nombreux légumes dans un bouillon dashi, assaisonné avec de la sauce soja et du sucre[1] ;
- nishiki tamago (錦卵?) : roulade d'œuf. Le blanc et le jaune sont séparés avant cuisson, le jaune symbolisant l'or et le blanc l'argent ;
- tai (鯛?), brème : tai est associé au mot japonais « medetai » et symbolise une opportunité[1] ;
- tataki gobō : racines de bardane cuisinées avec du vinaigre sanbaizu et du sésame[1] ;
- tazukuri (田作り?), des sardines cuites dans la sauce soja : la traduction littérale de tazukuri est « fabricant de riz complet », car le poisson était utilisé pour fertiliser les rizières. Ce plat symbolise une récolte abondante ;
- zōni (雑煮?), une soupe de mochi dans un bouillon clair (dans l'est du Japon) ou un bouillon de miso (dans l'ouest).